# Masovna grobnica Dabina jama
Masovna grobnica Dabina jama je masovna grobnica u Dabinoj jami. Nalazi se u gustoj šumi na Dabinu vrhu u blizini Donjeg Srba, iznad sela Brotnja, općina Gračac.
Za postojanje se odavno znalo, ali zbog političkih nemoguće situacije nije se ni mogla ni smjela izvršiti ekshumacija. Poznato je da su na ovome mjestu su žrtve žive bacane u tu jamu, odmah nakon pucnja prve puške u Srbu. Ekshumacija je dovršena 27. srpnja 2014. godine. Ekshumaciju je organiziralo Ministarstvo branitelja po nalogu Državnog odvjetništva Republike Hrvatske. Posao izvlačenja posmrtnih ostataka izveli su članovi Hrvatske gorske službe spašavanja. U dubokoj jami pronađeni su ostatci 19 žrtava, mještana hrvatskih sela ubijenih u ljeto 1941. u danima četničke pobune nakon koje je istočna Lika etnički očišćena od Hrvata. Tad je pobijena cijela hrvatska obitelj Ivezić, njih 32 člana. Smatra se da su ostatci ostalih nestalih osoba na nekoj drugoj lokaciji. Pronađeni ostatci pripadaju osobama od dječje dobi od staraca. Pretpostavljalo se da su to posmrtni ostatci obitelji Ivezić te se mora od živućih članova obitelji uzeti krvne uzorke DNK da bi se moglo pristupiti identifikaciji.
Ceremonija posljednjeg ispraćaja 24 civilne žrtve roda Ivezić koje su ubili srpski ustanici 27. srpnja 1941. godine na lokaciji Dabin Vrh održana je u Boričevcu, u općini Donjem Lapcu u četvrtak, 27. srpnja 2017. godine. U crkvi Rođenja blažene Djevice Marije sv. misu zadušnicu predvodio je biskup u miru mons. Mile Bogović, u koncelebraciji sa svećenicima Gospićko-senjske biskupije. Upriličeno je otkrivanje spomen-obilježja za ubijene žrtve roda Ivezić, koje su zajednički otkrili član obitelji potomaka žrtava Ivan Pražetina, izaslanik predsjednika Vlade RH i ministra hrvatskih branitelja, državni tajnik Ivan Vukić i predsjednik Udruge povratnika Ličko-senjske županije Frane Vrkljan. Spomen obilježje „Dabin vrh“ podiže Republika Hrvatska u spomen na 24 civilne žrtve roda Ivezić koje su ubili srpski ustanici prije punih 86 godina i treće je do sada podignuto spomen-obilježje u Republici Hrvatskoj.